# Свобода вероисповедания в Объединённых Арабских Эмиратах
Конституция ОАЭ предусматривает свободу вероисповедания в соответствии с установленными обычаями, но это право не всегда соблюдается на практике. Религия в ОАЭ не отделена от государства, и, согласно конституции, ислам является официальной религией в стране.

## Демография религии
Площадь страны — 82,880 км², население — 9,5 миллиона человек (по данным на 2018 год). Только 20 % населения — граждане ОАЭ. Согласно переписи населения 2005 года, 100 % граждан ОАЭ — мусульмане; 85 процентов из них — сунниты, 15 процентов — шииты. По данным правительства ОАЭ, 76 процентов населения (в том числе и иностранцы) — мусульмане, 9 процентов — христиане, 15 процентов исповедуют другие религии. Неофициальные источники утверждают, что 15 процентов населения исповедуют индуизм, 5 процентов — буддизм, и 5 процентов исповедуют другие религии (в основном это бахаи и сикхи).

## Религиозная дискриминация
В последние годы около четырёх тысяч экспатриантов-шиитов было депортировано из ОАЭ. В основном это граждане Ливана, обвинённые в поддержке группировки «Хезболла».

## Выход из ислама
Выход из ислама считается преступлением в Объединённых Арабских Эмиратах. В 1978 году в ОАЭ начался процесс исламизации законодательства страны, после того как совет министров проголосовал за создание комитета, уполномоченного проверять законы на соответствие нормам шариата. Помимо всего прочего, в уголовный кодекс был включён хадд, в том числе и наказание за вероотступничество. Согласно уголовному кодексу, за выход из ислама может быть применена смертная казнь.
Христиане и представители других религий могут свободно исповедовать свои религии, но не могут заниматься миссионерской деятельностью среди мусульман.